# 31588 Harrypaul
31588 Harrypaul è un asteroide della fascia principale. Scoperto nel 1999, presenta un'orbita caratterizzata da un semiasse maggiore pari a 2,7884206 UA e da un'eccentricità di 0,0376295, inclinata di 5,34689° rispetto all'eclittica.